# Alberto Matos
Alberto Jorge Rodrigues Matos (* 6. Juni 1944 in Lissabon; † 28. Januar 2021) war ein portugiesischer Leichtathlet.

## Karriere
Alberto Matos wurde vierfacher Portugiesischer Meister über 110 m Hürden (1967, 1968, 1970 und 1972). Des Weiteren sicherte er sich den Portugiesischen Meistertitel über 200 m (1970) und über 400 m (1971). Im Hürdenlauf stellte er über 110 und 400 Meter einen neuen nationalen Rekord auf.
International startete er bei den Europameisterschaften 1969 in beiden Vorläufen der Hürdenwettkämpfe. Auch an den Olympischen Sommerspielen 1972 in München nahm Matos teil. Im Wettkampf über 110 m Hürden sowie in der 4 × 400-m-Staffel scheiterte er jedoch im Vorlauf.